# Perilitus mylloceri
Perilitus mylloceri är en stekelart som först beskrevs av Wilkinson 1929.  Perilitus mylloceri ingår i släktet Perilitus och familjen bracksteklar. Inga underarter finns listade i Catalogue of Life.